# 灰冠黑雀
灰冠黑雀（学名：[Nigrita canicapilla] 错误：{{Lang}}：文本有斜体标记（帮助））是梅花雀科黑雀属的一种，在非洲分布广泛。其全球活动范围有3,700,000平方（370,000,000公頃）。分布于安哥拉、贝宁、喀麦隆、中非共和国、刚果共和国、刚果民主共和国、科特迪瓦、赤道几内亚、加蓬、冈比亚、加纳、肯尼亚、尼日利亚、苏丹、坦桑尼亚、多哥、乌干达和赞比亚。该物种的保护状况被评为无危。